# Clastobryella
Clastobryella là một chi rêu trong họ Sematophyllaceae.